# 北马其顿宗教
北馬其頓宗教（2021年人口普查）

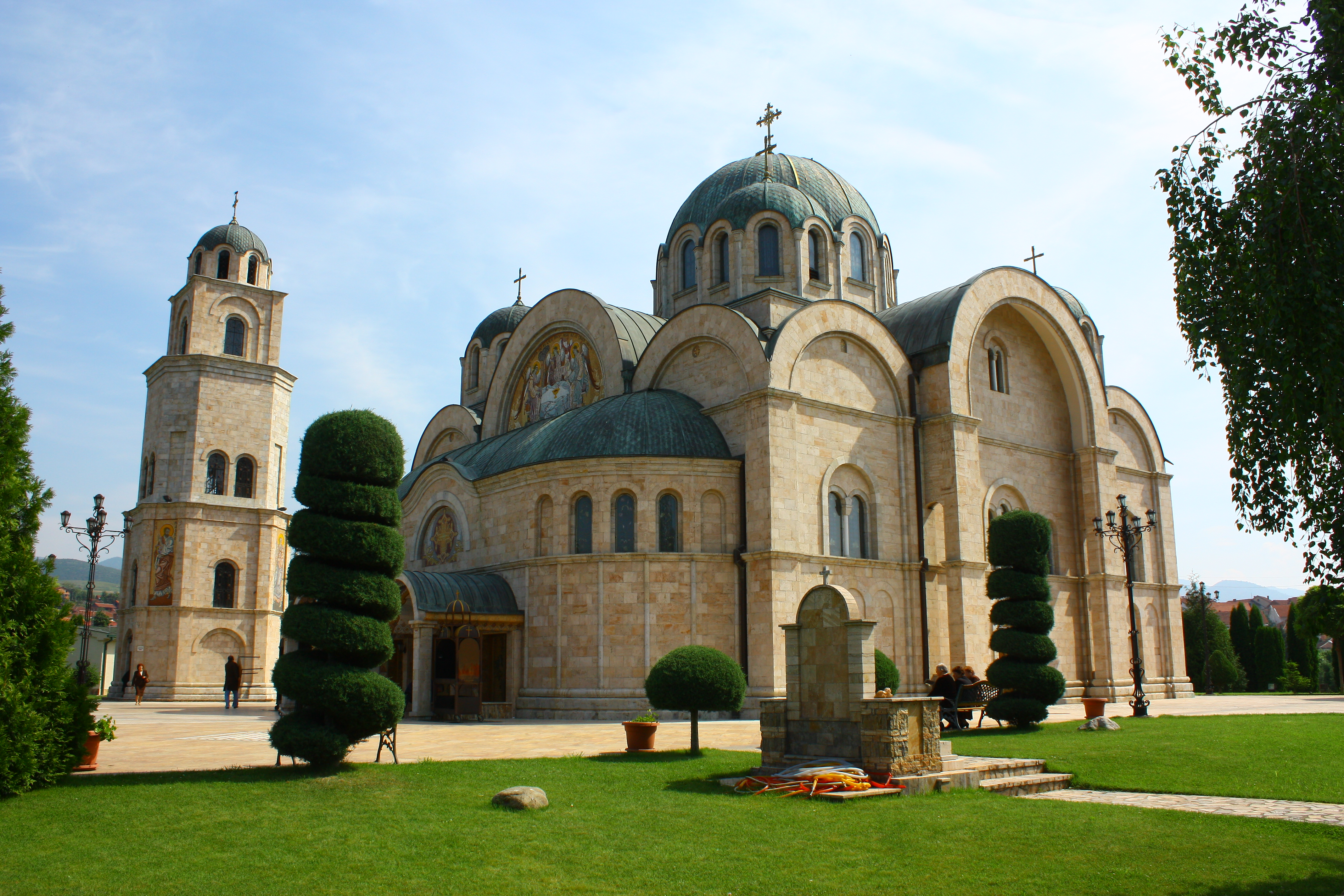
拉多維什的聖三一東正教堂

東正教是北馬其頓共和國國內最多人信仰的宗教，也是最大民族馬其頓族的主要信仰。北馬其頓國內的東正教基督徒大多屬於馬其頓正教會（1967年從塞爾維亞正教會分出的自主教會）。
伊斯蘭教是北馬其頓全國第二大宗教，占全國人口的將近三分之一，主要由阿爾巴尼亞族和土耳其族組成。在北馬其頓也有一些其他宗教團體，包括天主教會、新教和猶太教。
Ipsos MORI2011年在西巴爾幹半島的一項調查顯示，北馬其頓有70.7%的人信仰基督宗教，其中69.6%是東正教，0.4%是天主教和新教。另有28.6%為穆斯林，無教派穆斯林占大多數(25.6%)。 继令一项研究之后, 北马其顿有62%人信仰东正教，35%人信仰伊斯兰教，1%人信仰其他基督教派，0.7%人信仰其他宗教或无宗教。
皮尤研究中心預測到2020年，由於極低的生育率，北馬其頓國內基督徒比例將會降至55.1%（其中53.7%東正教、0.4%天主教、0.6%新教及其他派別），而穆斯林人口會升到43.6%，無神論者占1.3%，猶太教徒占0.2%，0.2%信仰其他宗教。

## 基督宗教

### 東正教

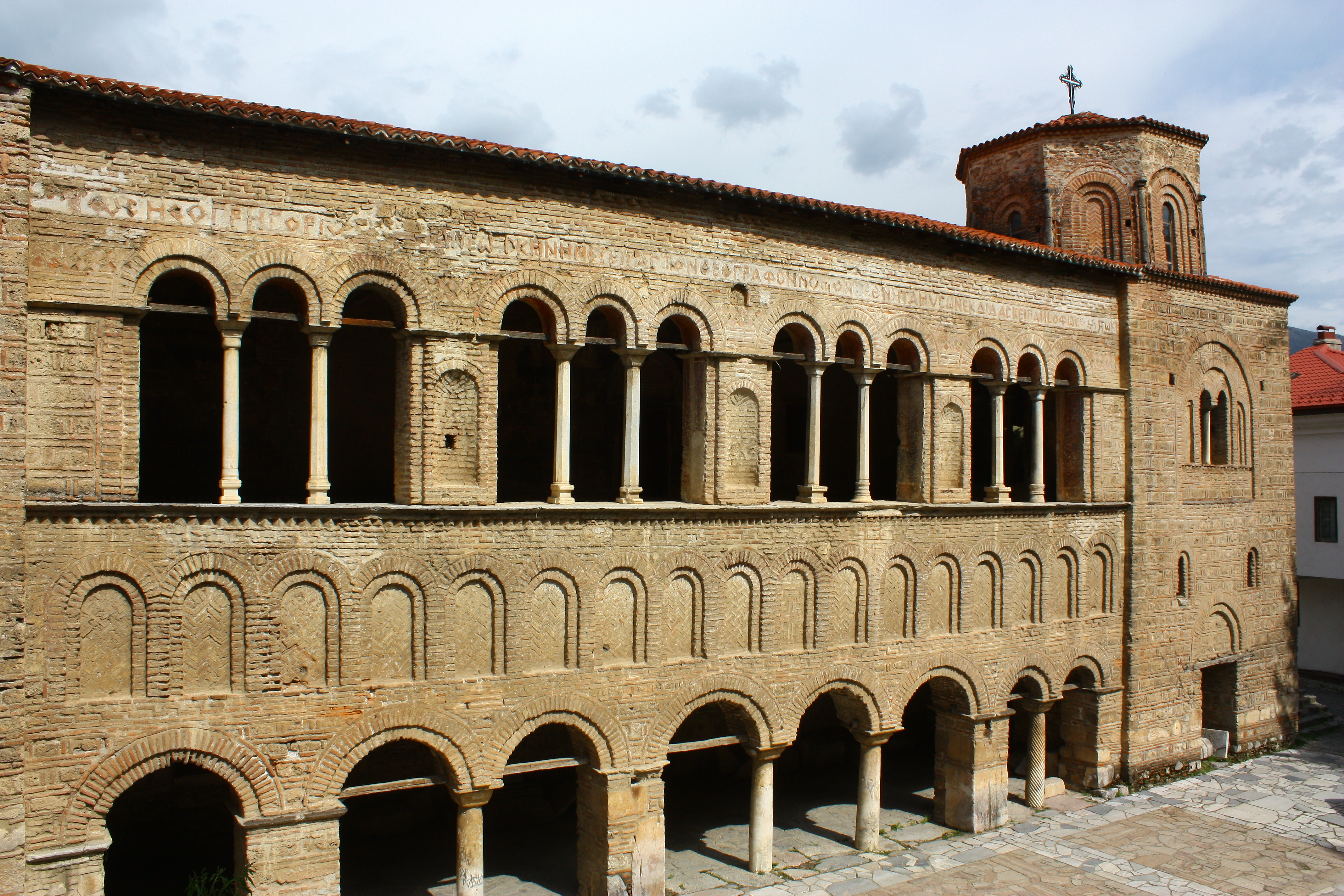
奧赫里德的聖索菲亞教堂

東正教在北馬其頓有著悠久的歷史，現在也是北馬其頓的最大宗教。1019年奥赫里德大主教區成立。1767年，奧斯曼蘇丹命令將該主教區撤銷，併入君士坦丁堡普世牧首區。19到20世紀，一直有人致力於重建奧赫里德大主教區。1959年，馬其頓正教會從塞爾維亞正教會中獲得自治權，並宣稱恢復了奧赫里德大主教區。1967年7月19日，馬其頓正教會宣布從塞爾維亞正教會獨立。大多數馬其頓族信仰東正教。2001年正教會在北馬其頓有約1,350,000信仰者。  2005年，權威的東正教奧赫里德大主教區重開，在塞爾維亞正教會內具有自治地位。

### 其他基督教派别

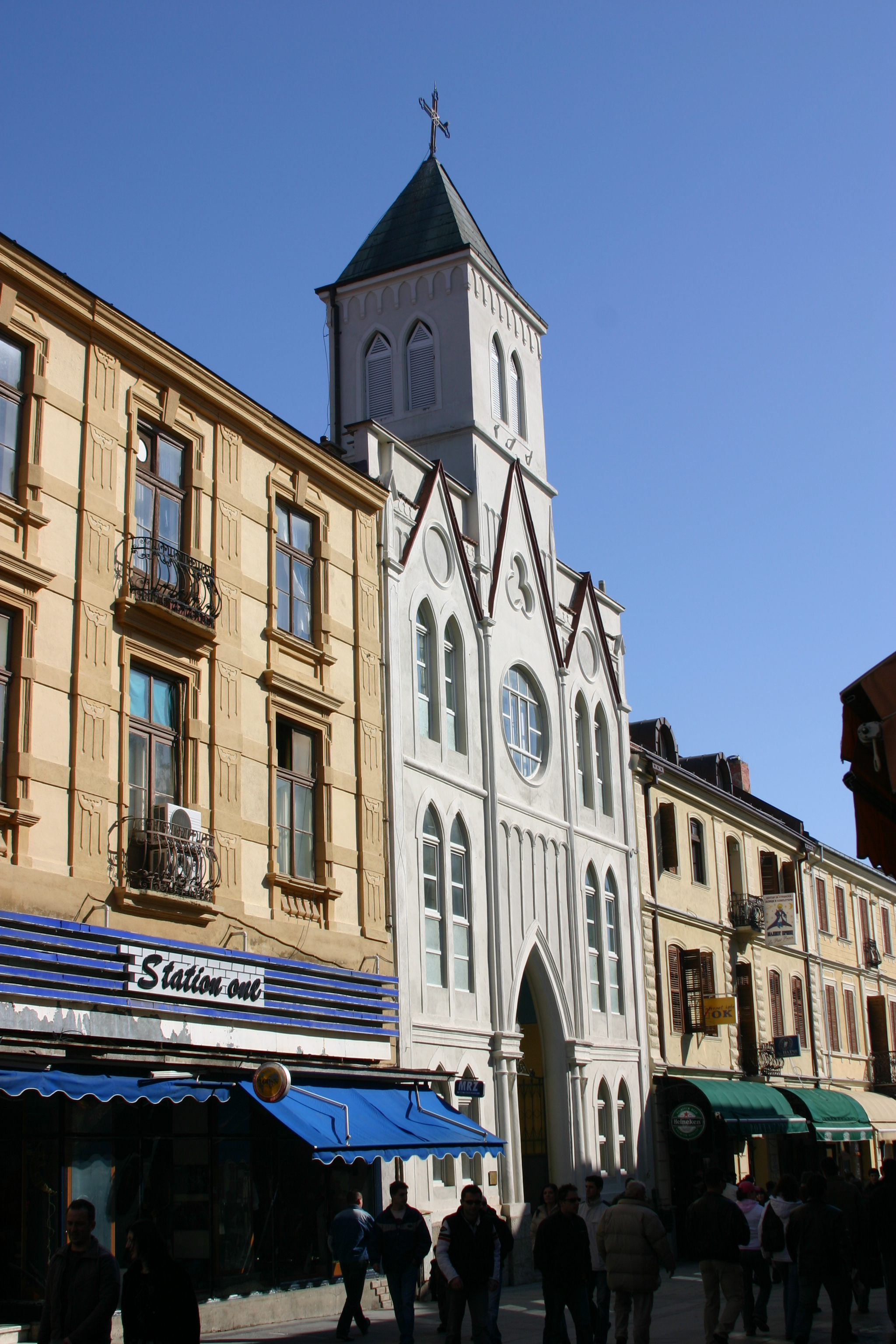
比托拉的馬其頓希臘禮天主教會

馬其頓的天主教會於1918年成立，屬於東儀天主教會，其遵循拜占庭禮，和教宗以及普世天主教會完全共融。和一樣，在禮拜儀式中使用馬其頓語。原來的教區於1924年關閉。2001年，羅馬教廷重新建立了馬其頓希臘禮天主教會。現今，北馬其頓天主教會的信徒大约有11,266人。
北馬其顿也有一些新教信徒。19世纪晚期到20世纪早期，美國傳教士曾在斯特鲁米察-彼得里奇一帶的村庄傳佈循道宗。此外，也有少數人信仰浸禮宗。
北馬其頓北部的北馬其頓塞爾維亞族人屬於塞爾維亞正教會。若以塞爾維亞族人口計算，大約有36,000人。

## 伊斯兰教

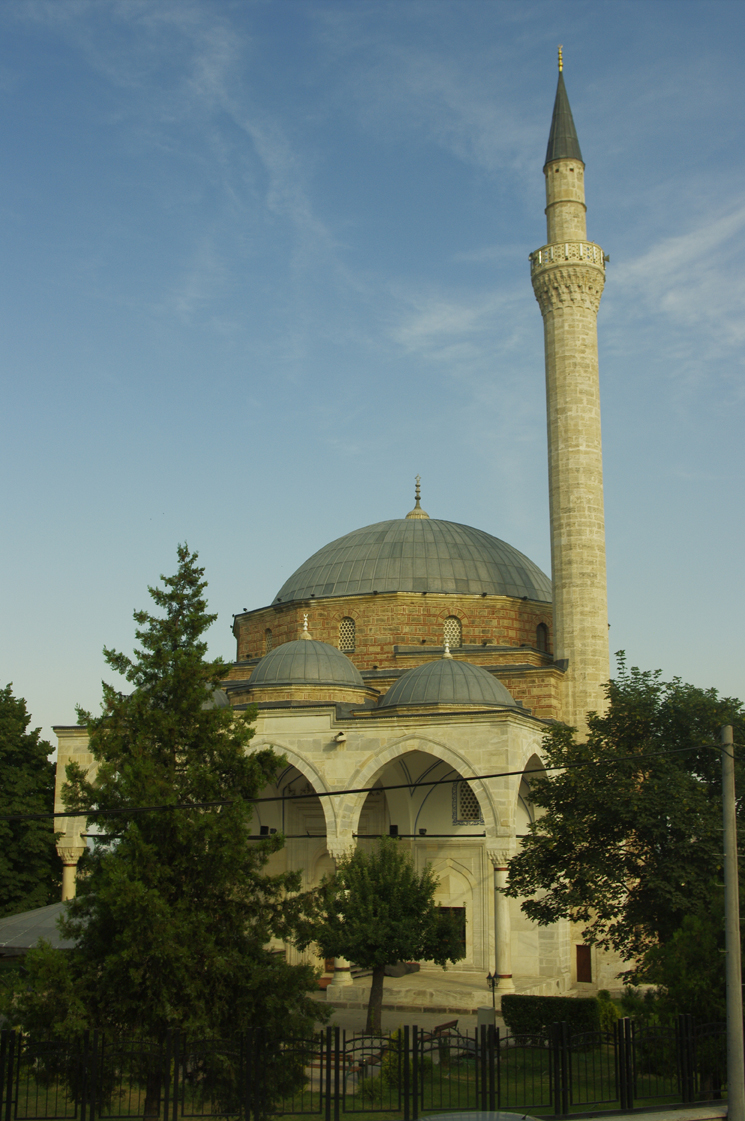
斯科普里的穆斯塔法·帕沙清真寺

伊斯蘭教在北馬其頓的重要影響自14-15世紀奥斯曼帝國的侵略開始。許多土耳其人在馬其頓地區定居，並帶來了伊斯蘭文化。不少阿爾巴尼亞族人和一些馬其頓族人改信伊斯蘭教。儘管許多人已經被土耳其人同化，這些馬其頓穆斯林（或稱 Torbeši）普遍還保留着馬其頓文化和習俗。 到19世紀，北馬其頓大部分的城市的主要居民都是穆斯林。 泰托沃的沙连纳清真寺就是過去奥斯曼統治的遺留。2002年，穆斯林占北馬其頓總人口的大约三分之一。2002年以后，北馬其頓没有再進行過人口普查。也就是說，此後的所有估測數據都是不夠準確的。

## 犹太教
從公元二世紀羅馬帝國時期開始，猶太人就已在現今北馬其頓共和國的範圍內居住。馬其頓地區的猶太人曾遭到十字軍的大規模屠殺，但在奧斯曼帝國時期，隨著塞法迪猶太人的遷入，猶太人的數量又開始增加。在第二次世界大戰中，北馬其頓曾被軸心國之一的保加利亞占領，國內的猶太人都被送往集中營。  和巴爾幹其他地方一樣，由於大屠殺以及許多猶太人移居以色列，現在北馬其頓的猶太人社群要比以前小得多，大約只有200人。大部分猶太人居住在首都斯科普里，而且沒有運作中的猶太教堂。